# Le roi Arthus

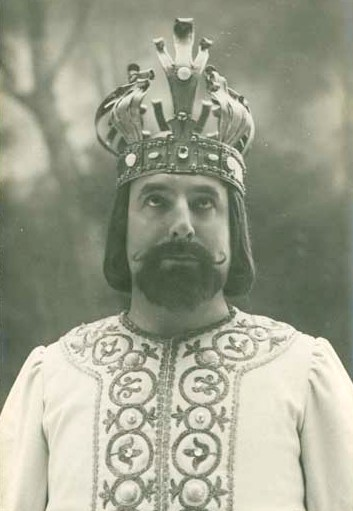
De Nederlandse bariton Henri Albers als Le roi Arthus (koning Arthur) bij de première in 1903

Le roi Arthus is een opera in drie bedrijven van de Franse componist Ernest Chausson op eigen libretto. De opera werd geschreven tussen 1886 en 1895, maar werd pas voor het eerst opgevoerd op 30 november 1903 in de Munt te Brussel. Dirigent was Sylvain Dupuis, de titelrol werd gezongen door Henri Albers. De muziek is sterk beïnvloed door het werk van Richard Wagner en César Franck.

## Inhoud

### Eerste bedrijf
Net terug van zijn strijd tegen de Saksen prijst Koning Arthur de strijdvaardigheden van de ridders van de Ronde Tafel, met name Lancelot. Die nacht ontmoet Lancelot Arthurs vrouw Guinevere, maar de geliefden worden bespied door Mordred. De twee mannen raken slaags en Lancelot verwondt Mordred.

### Tweede bedrijf
Lancelot vlucht samen met Guinevere naar zijn kasteel. Hij hoort dat Mordred nog leeft en dat die de waarheid aan de koning verteld heeft. Arthur vraagt de tovenaar Merlijn om raad, en die voorspelt vervolgens de val van de Ronde Tafel.

### Derde bedrijf
Arthur achtervolgt Lancelot en wil strijd voeren, maar Lancelot gooit zijn wapens neer en weigert met zijn koning te vechten. Guinevere, die Lancelots op handen zijnde dood vreest, wurgt zichzelf met haar eigen haar. Arthur vergeeft de stervende Lancelot. Dan arriveert er een boot aan de kust die de koning naar een "betere wereld" zal voeren.